# Rally van Nieuw-Zeeland 1999
De Rally van Nieuw-Zeeland 1999, formeel 29th Rally New Zealand, was de 29e editie van de Rally van Nieuw-Zeeland en de negende ronde van het wereldkampioenschap rally in 1999. Het was de 315e rally in het wereldkampioenschap rally die georganiseerd wordt door de Fédération Internationale de l'Automobile (FIA). De start was in Auckland en de finish vond plaats in Manukau.

## Verslag
Na er jarenlang nul-resultaten te hebben geboekt, veroverde Tommi Mäkinen voor het eerst het Nieuw-Zeelandse evenement met een gecontroleerde zege. Hiermee liep hij in het kampioenschap opnieuw uit op zijn directe concurrent Didier Auriol, die op dag twee op een van de proeven een wiel verloor en daarmee genoeg tijdsverlies incasseerde om niet meer in stelling te komen voor een podium resultaat. Subaru's Juha Kankkunen volgde Mäkinen op een tweede plaats, terwijl daarachter een volledig Finse top drie werd gecompleteerd door de sensatie Toni Gardemeister, die in zijn eerste optreden met de Seat Córdoba WRC de auto naar het podium toe reed.

## Programma
| Etappe | Datum                           | Klassementsproeven | Competitieve afstand |
| ------ | ------------------------------- | ------------------ | -------------------- |
| 1      | Donderdag 15 en vrijdag 16 juli | 10                 | 141,89 kilometer     |
| 2      | Zaterdag 17 juli                | 10                 | 174,00 kilometer     |
| 3      | Zondag 18 juli                  | 7                  | 83,95 kilometer      |
|        |                                 |                    |                      |
| Totaal | Totaal                          | 27                 | 399,84 kilometer     |

## Resultaten
| Algemene top tien | Algemene top tien | Algemene top tien    | Algemene top tien            | Algemene top tien | Algemene top tien | Algemene top tien | Algemene top tien |
| Pos.              | #                 | Rijder               | Auto                         | Gr/kl             | Tijd              | Eerste            | Punten            |
| Pos.              | #                 | Navigator            | Inschrijving                 | C                 | Straftijd         | Vorige            | Punten            |
| ----------------- | ----------------- | -------------------- | ---------------------------- | ----------------- | ----------------- | ----------------- | ----------------- |
| 1.                | 1                 | Tommi Mäkinen        | Mitsubishi Lancer Evo VI     | A8                | 4:11.07,1         | 0:00              | 10                |
| 1.                | 1                 | Risto Mannisenmäki   | Marlboro Mitsubishi Ralliart | C                 |                   | =                 | 10                |
| 2.                | 6                 | Juha Kankkunen       | Subaru Impreza S5 WRC 99     | A8                | 4:12:44,1         | + 1:37,0          | 6                 |
| 2.                | 6                 | Juha Repo            | Subaru World Rally Team      | C                 |                   | + 1:37,0          | 6                 |
| 3.                | 10                | Toni Gardemeister    | Seat Córdoba WRC             | A8                | 4:13:56,1         | + 2:49,0          | 4                 |
| 3.                | 10                | Paavo Lukander       | Seat Sport                   | C                 |                   | + 1:12,0          | 4                 |
| 4.                | 4                 | Didier Auriol        | Toyota Corolla WRC           | A8                | 4:17:22,9         | + 6:15,8          | 3                 |
| 4.                | 4                 | Denis Giraudet       | Toyota Castrol Team          | C                 |                   | + 3:26,8          | 3                 |
| 5.                | 11                | Possum Bourne        | Subaru Impreza S4 WRC 98     | A8                | 4:17:55,4         | + 6:48,3          | 2                 |
| 5.                | 11                | Craig Vincent        | Subaru Rally Team Australia  | A8                |                   | + 32,5            | 2                 |
| 6.                | 3                 | Carlos Sainz         | Toyota Corolla WRC           | A8                | 4:19:23,0         | + 8:15,9          | 1                 |
| 6.                | 3                 | Luís Moya            | Toyota Castrol Team          | C                 |                   | + 1:27,6          | 1                 |
| 7.                | 12                | Matthias Kahle       | Toyota Corolla WRC           | A8                | 4:25:44,2         | + 14:37,1         |                   |
| 7.                | 12                | Dieter Schneppenheim | Toyota Castrol Deutschland   | A8                |                   | + 6:21,2          |                   |
| 8.                | 2                 | Freddy Loix          | Mitsubishi Carisma GT Evo VI | A8                | 4:26:34,4         | + 15:27,3         |                   |
| 8.                | 2                 | Sven Smeets          | Marlboro Mitsubishi Ralliart | C                 |                   | + 50,2            |                   |
| 9.                | 14                | Gustavo Trelles      | Mitsubishi Lancer Evo V      | N4                | 4:28:32,8         | + 17:25,7         |                   |
| 9.                | 14                | Martin Christie      | Ralliart Italia              | N4                |                   | + 1:58,4          |                   |
| 10.               | 18                | Hamed Al-Wahaibi     | Mitsubishi Lancer Evo V      | N4                | 4:30:21,2         | + 19:14,1         |                   |
| 10.               | 18                | Tony Sircombe        | Team Mitsubishi Oman         | N4                |                   | + 1:48,4          |                   |
| DNF top tien      |                   |                      |                              |                   |                   |                   |                   |
| Pos.              | #                 | Rijder               | Auto                         | Gr/kl             | KP                | Reden             | Reden             |
| Pos.              | #                 | Navigator            | Inschrijving                 | C                 | KP                | Reden             | Reden             |
| DNF               | 5                 | Richard Burns        | Subaru Impreza S5 WRC 99     | A8                | 7                 | Versnellingsbak   | Versnellingsbak   |
| DNF               | 5                 | Robert Reid          | Subaru World Rally Team      | C                 | 7                 | Versnellingsbak   | Versnellingsbak   |
| DNF               | 7                 | Colin McRae          | Ford Focus WRC               | A8                | 9                 | Elektrisch        | Elektrisch        |
| DNF               | 7                 | Nicky Grist          | Ford Motor Co Ltd.           | C                 | 9                 | Elektrisch        | Elektrisch        |
| DNF               | 8                 | Thomas Rådström      | Ford Focus WRC               | A8                | 21                | Ongeluk           | Ongeluk           |
| DNF               | 8                 | Fred Gallagher       | Ford Motor Co Ltd.           | C                 | 21                | Ongeluk           | Ongeluk           |
| DNF               | 9                 | Harri Rovanperä      | Seat Córdoba WRC             | A8                | 17                | Oliedruk          | Oliedruk          |
| DNF               | 9                 | Risto Pietiläinen    | Seat Sport                   | C                 | 17                | Oliedruk          | Oliedruk          |
| DNF               | 15                | Yoshihiro Kataoka    | Mitsubishi Lancer Evo VI     | N4                | 15                | Mechanisch        | Mechanisch        |
| DNF               | 15                | Satoshi Hayashi      | Team Advan Ralliart          | N4                | 15                | Mechanisch        | Mechanisch        |
| DNF               | 19                | Michael Guest        | Subaru Impreza WRX           | N4                | 10                | Ongeluk           | Ongeluk           |
| DNF               | 19                | David Green          | Winfield World Rally Team    | N4                | 10                | Ongeluk           | Ongeluk           |
| DNF               | 23                | Nobihiru Tajima      | Suzuki Baleno Kit Car        | A7                | 15                | Ongeluk           | Ongeluk           |
| DNF               | 23                | Claire Parker        | Silverstone Suzuki Sport     | A7                | 15                | Ongeluk           | Ongeluk           |
| DNF               | 28                | Yujiro Nishio        | Subaru Impreza WRX           | N4                | 3                 | Ongeluk           | Ongeluk           |
| DNF               | 28                | Akirako Yamaguchi    | Yujiro Nishio                | N4                | 3                 | Ongeluk           | Ongeluk           |
| DNF               | 29                | Takuma Kamada        | Toyota Corolla WRC           | A8                | 14                | Ongeluk           | Ongeluk           |
| DNF               | 29                | Allen Oh             | Tein Sport                   | A8                | 14                | Ongeluk           | Ongeluk           |
| DNF               | 30                | Reece Jones          | Mitsubishi Lancer Evo V      | N4                | 12                | Ongeluk           | Ongeluk           |
| DNF               | 30                | Leo Bult             | Reece Jones                  | N4                | 12                | Ongeluk           | Ongeluk           |

| 2-liter top drie | 2-liter top drie           | 2-liter top drie |
| Pos.             | Rijder / constructeur      | Pnt.             |
| ---------------- | -------------------------- | ---------------- |
| 1                | Kenneth Eriksson / Hyundai | 10               |
| 2                | Alister McRae / Hyundai    | 6                |
| 3                | Gaël Lecerf / Renault      | 4                |
| PWRC top drie    |                            |                  |
| Pos.             | Rijder                     | Pnt.             |
| 1                | Gustavo Trelles            | 10               |
| 2                | Hamed Al-Wahaibi           | 6                |
| 3                | Katsuhiko Taguchi          | 4                |

## Statistieken

#### Klassementsproeven
| Etappe | Datum   | KP | Starttijd | Naam              | Lengte   | Snelste rijder  | Tijd    | Gem. snelheid | Rallyleider   |
| ------ | ------- | -- | --------- | ----------------- | -------- | --------------- | ------- | ------------- | ------------- |
| 1      | 15 juli | 1  | 18:00     | Manukau Super 1   | 2,10 km  | Possum Bourne   | 1:28,9  | 85,04 km/u    | Possum Bourne |
| 1      | 16 jul  | 2  | 8:00      | Te Akau North 1   | 31,83 km | Tommi Mäkinen   | 20:38,0 | 103,23 km/u   | Tommi Mäkinen |
| 1      | 16 jul  | 3  | 9:53      | Te Akau South     | 11,00 km | Colin McRae     | 6:58,4  | 94,65 km/u    | Tommi Mäkinen |
| 1      | 16 jul  | 4  | 11:15     | Mangatawhiri 1    | 6,52 km  | Tommi Mäkinen   | 3:42,4  | 105,49 km/u   | Tommi Mäkinen |
| 1      | 16 jul  | 5  | 11:30     | Te Hutewai 1      | 11,39 km | Tommi Mäkinen   | 8:04,2  | 84,68 km/u    | Tommi Mäkinen |
| 1      | 16 jul  | 6  | 11:58     | Whaanga Coast 1   | 29,52 km | Colin McRae     | 21:39,7 | 81,77 km/u    | Tommi Mäkinen |
| 1      | 16 jul  | 7  | 13:45     | Mangatawhiri 2    | 6,52 km  | Carlos Sainz    | 3:47,4  | 103,22 km/u   | Tommi Mäkinen |
| 1      | 16 jul  | 8  | 14:00     | Te Hutewai 2      | 11,39 km | Colin McRae     | 8:18,5  | 82,25 km/u    | Colin McRae   |
| 1      | 16 jul  | 9  | 14:28     | Whaanga Coast 2   | 29,52 km | Tommi Mäkinen   | 23:12,1 | 76,34 km/u    | Tommi Mäkinen |
| 1      | 16 jul  | 10 | 19:15     | Manukau Super 2   | 2,10 km  | Thomas Rådström | 1:36,7  | 78,18 km/u    | Tommi Mäkinen |
|        |         |    |           |                   |          |                 |         |               | Tommi Mäkinen |
| 2      | 17 juli | 11 | 9:28      | Waipu Gorge 1     | 11,24 km | Didier Auriol   | 6:40,7  | 100,98 km/u   | Tommi Mäkinen |
| 2      | 17 juli | 12 | 9:46      | Brooks 1          | 16,15 km | Carlos Sainz    | 10:08,6 | 95,53 km/u    | Tommi Mäkinen |
| 2      | 17 juli | 13 | 10:14     | Paparoa Station 1 | 11,66 km | Tommi Mäkinen   | 6:31,7  | 107,16 km/u   | Tommi Mäkinen |
| 2      | 17 juli | 14 | 10:42     | Batley            | 19,89 km | Thomas Rådström | 11:22,0 | 104,99 km/u   | Tommi Mäkinen |
| 2      | 17 juli | 15 | 11:37     | Ararua            | 31,95 km | Tommi Mäkinen   | 20:22,3 | 94,10 km/u    | Tommi Mäkinen |
| 2      | 17 juli | 16 | 12:35     | Cassidy           | 20,36 km | Tommi Mäkinen   | 11:36,9 | 103,62 km/u   | Tommi Mäkinen |
| 2      | 17 juli | 17 | 15:01     | Parahi            | 24,00 km | Juha Kankkunen  | 12:59,8 | 110,80 km/u   | Tommi Mäkinen |
| 2      | 17 juli | 18 | 15:59     | Waipu Gorge 2     | 11,24 km | Thomas Rådström | 6:44,7  | 99,99 km/u    | Tommi Mäkinen |
| 2      | 17 juli | 19 | 16:17     | Brooks 2          | 16,15 km | Juha Kankkunen  | 10:18,4 | 94,02 km/u    | Tommi Mäkinen |
| 2      | 17 juli | 20 | 16:45     | Paparoa Station 2 | 11,66 km | Juha Kankkunen  | 6:43,2  | 104,11 km/u   | Tommi Mäkinen |
|        |         |    |           |                   |          |                 |         |               | Tommi Mäkinen |
| 3      | 18 juli | 21 | 9:13      | Te Akau North 2   | 32,23 km | Tommi Mäkinen   | 19:25,5 | 99,55 km/u    | Tommi Mäkinen |
| 3      | 18 juli | 22 | 11:16     | Ridge 1           | 8,07 km  | Tommi Mäkinen   | 4:55,2  | 98,41 km/u    | Tommi Mäkinen |
| 3      | 18 juli | 23 | 11:29     | Campbell 1        | 7,79 km  | Tommi Mäkinen   | 4:01,8  | 115,98 km/u   | Tommi Mäkinen |
| 3      | 18 juli | 24 | 11:47     | Ridge 2           | 8,07 km  | Didier Auriol   | 4:58,3  | 97,39 km/u    | Tommi Mäkinen |
| 3      | 18 juli | 25 | 12:00     | Campbell 2        | 7,79 km  | Carlos Sainz    | 4:02,5  | 115,65 km/u   | Tommi Mäkinen |
| 3      | 18 juli | 25 | 12:23     | Fyfe 1            | 10,00 km | Didier Auriol   | 5:58,9  | 100,31 km/u   | Tommi Mäkinen |
| 3      | 18 juli | 25 | 12:46     | Fyfe 2            | 10,00 km | Carlos Sainz    | 5:56,9  | 100,87 km/u   | Tommi Mäkinen |

| KP overwinningen | KP overwinningen |
| Rijder           | Aantal           |
| ---------------- | ---------------- |
| Tommi Mäkinen    | 10               |
| Carlos Sainz     | 4                |
| Didier Auriol    | 3                |
| Juha Kankkunen   | 3                |
| Colin McRae      | 3                |
| Thomas Rådström  | 3                |
| Possum Bourne    | 1                |

## Kampioenschap standen

#### Rijders
|   | Pos. | Rijder         | Pnt. |
| - | ---- | -------------- | ---- |
| = | 1    | Tommi Mäkinen  | 46   |
| = | 2    | Didier Auriol  | 35   |
| = | 3    | Carlos Sainz   | 30   |
| 2 | 4    | Juha Kankkunen | 24   |
| 1 | 5    | Colin McRae    | 23   |

#### Constructeurs
|   | Pos. | Constructeur                 | Pnt. |
| - | ---- | ---------------------------- | ---- |
| = | 1    | Toyota Castrol Team          | 78   |
| = | 2    | Marlboro Mitsubishi Ralliart | 59   |
| = | 3    | Subaru World Rally Team      | 52   |
| = | 4    | Ford Motor Co Ltd.           | 35   |
| = | 5    | Seat Sport                   | 12   |

- Noot: Enkel de top 5-posities worden in beide standen weergegeven.